# Bolkowo
Bolkowo (niem. Bolkow) – wieś w Polsce położona w województwie zachodniopomorskim, w powiecie świdwińskim, w gminie Połczyn-Zdrój.
Dawny majątek rycerski. Pierwszym znanym właścicielem był Filip Ferdynand von Wolde (XVIII w.). W II połowie XIX w. majątek przeszedł na własność rodziny von Woedtke, w ich posiadaniu pozostał do 1945 r.

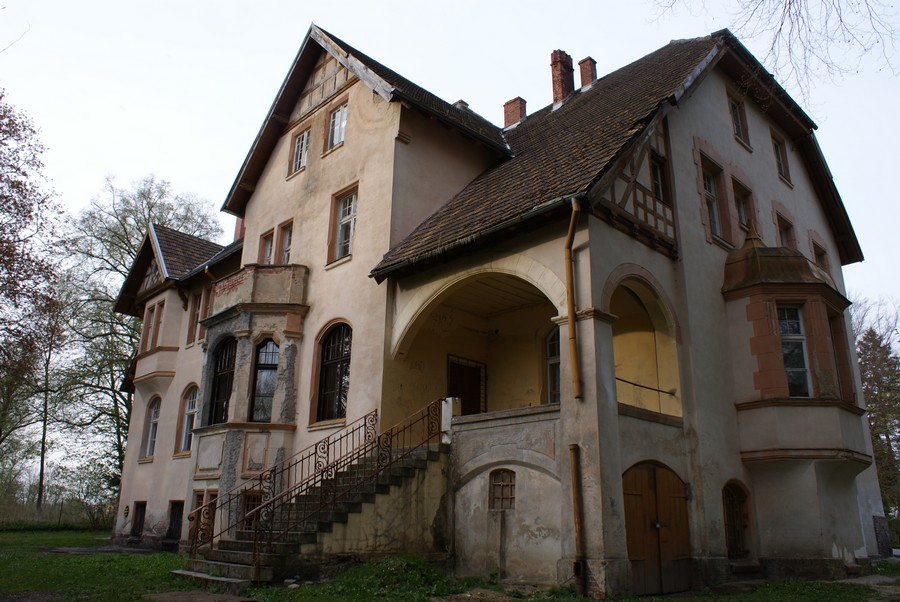
pałac w Bolkowie

W latach 1954–1972 wieś należała i była siedzibą władz gromady Bolkowo.
Przy zachodniej części Bolkowa płynie struga Bukowa.